# Osiedle Zdrojowe (Skierniewice)
Osiedle Zdrojowe – w latach 2012–2022 osiedle będące jednostką pomocniczą gminy miasta Skierniewice.
Zostało utworzone na mocy uchwały nr XXII/37/12 Rady Miasta Skierniewice z dnia 30 marca 2012 r. Uzyskało status obszaru ochrony uzdrowiskowej ("Obszar Ochrony Uzdrowiskowej Skierniewice – Maków"), wraz z położonymi na obszarze gminy Maków sołectwami: Maków, Krężce i Dąbrowice, na podstawie rozporządzenia Rady Ministrów z dnia 8 maja 2013 r. Zostało zniesione na mocy uchwały nr XLV/104/2022 Rady Miasta Skierniewice z dnia 25 sierpnia 2022 r. Pozbawienie statusu obszaru ochrony uzdrowiskowej nastąpiło na mocy rozporządzenia Rady Ministrów z dnia 3 stycznia 2023 r.